# Pyralis farinalis
Брашнени пламенац (лат. Pyralis farinalis L.) припада породици Pyralidae. Врста је космополитски распрострањена. Ова врста припада групи штеточина међу инсектима и присутна је у складиштима хране, млиновима и просторима за чување житарица и биљних производа. Храни се сламом, сеном луцерке и детелине. Често се јавља у заједници са врстом Pyralis costalis Farb. Ларве ове врсте су штеточине складиштених биљних производа, нарочито брашна и житарица, што доводи до значајних економских губитака.

## Морфологија
Тело је здепасто, прекривено ситним длачицама, светлосмеђе до тамносмеђе боје. Дужина тела одраслог мољца износи око 10 до 14 mm. Глава и торакс су тамносмеђе до сивкастосмеђе боје и такође су прекривени длачицама. Антене су нитасте. Распон предњих крила одраслих јединки је од 18 до 30 mm. Предња крила су маслинастосмеђе боје, са ружичастим или жућкастим мрљама у средини. При основи и на врху крила налазе се смеђе мрље, као и две таласасте попречне беле линије које раздвајају основу и врх крила. Задња крила су тамносива, али светлија од предњих, и имају две попречне беличасте линије. На ивицама задњих крила се налазе ресе. Крила су прекривена длачицама, што им даје брашнаст изглед. Одрасли мољци држе врх абдомена под углом од 90° у односу на тело.

## Екологија
Pyralis farinalis L. је сапрофитска врста. Ларве се најчешће хране житарицама, брашном, мекињама, као и ферментисаном биљном храном. Такође, прилагођене су животу у затвореним, антропогеним срединама. Брашнени пламенац је домаћин различитим врстама паразита, укључујући Meteorus ictericus, Tetrasticus sp., Lespidea tarsalis и др.

## Развојни циклус
Развојни циклус траје од 6 до 10 недеља у оптималним условима. Женка полаже између 120 и 160 јаја, у групама од по 2 до 5 комада или појединачно. Јаја су беле или жућкасте боје, дужине око 0,6 mm. Ембрионални развој траје око десет дана.
Гусенице се излегу након око десет дана. У храни коју нападају праве канале обложене изметом и свиленим нитима. Током исхране, гусенице повезују честице производа танким нитима. Гусенице су бледоружичасте боје, са тамнијом главом, и достижу дужину од око 15 до 20 mm. У тим каналима проводе цео период развоја, који траје око 45 до 50 дана у повољним условима. По завршетку развоја, гусеница прелази у наредни стадијум — лутку. Лутка се налази у свиластом кокону, који је изграђен од паучинастих нити и честица хране. Лутка је дуга око 13 mm и у том стадијуму проводи приближно две недеље.
Животни циклус траје око 8 недеља, а током године могу произвести до четири генерације. Адулти живе релативно кратко, око 9 до 10 дана након парења.

## Употреба
У кинеској култури, ови мољци се користе као главни састојак "insect tea" (чај од инсеката).

## Мере сузбијања
Сузбијање ове штеточине захтева комбинацију превентивних и активних мера, правилно складиштење хране, као и употребу инсектицида. Такође заражени производи могу да се замрзну на -18°C током 7 дана како би се уништили сви стадијуми развоја мољца или загревањем на 60°C током једног сата ефикасно елиминише ларве и јаја.
- Мужјак Pyralis farinalis